# Birthamula
Birthamula is een geslacht van vlinders van de familie slakrupsvlinders (Limacodidae).

## Soorten
- B. chara Swinhoe, 1901
- B. diffusa Warren, 1897